# Deckenbach
Deckenbach ist ein Stadtteil von Homberg (Ohm) im mittelhessischen Vogelsbergkreis.

## Geographie

### Geographische Lage
Deckenbach liegt von Wald umgeben am Rande des Vogelsbergs. Durch den Ort verläuft die Landesstraße 3126.

### Nachbarorte
| Höingen        | Haarhausen                                  | Homberg           |
| Roßberg        | Kompassrose, die auf Nachbargemeinden zeigt | Gut Wäldershausen |
| Wermertshausen | Rüddingshausen                              | Schadenbach       |

## Ortsgeschichte

### Mittelalter

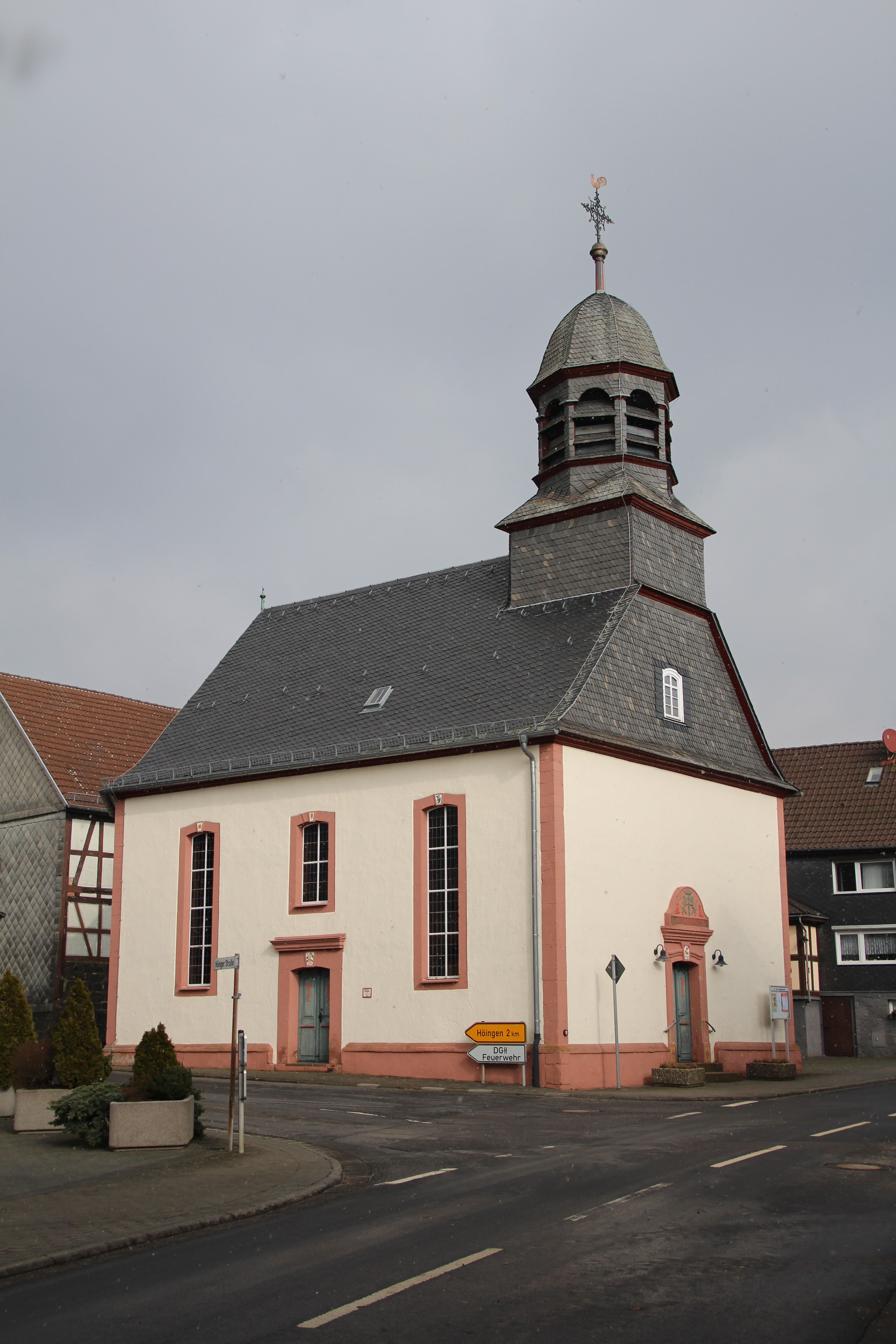
Dorfkirche

Die älteste schriftliche Erwähnung datiert in den Zeitraum von 780 bis 802. Das ist die Amtszeit des Abtes Baugulf von Fulda. Der Ort „Teggenbach“ wird im Codex Eberhardi erwähnt, in einem Kopiar, das um das Jahr 1160 entstand. Der Eintrag beinhaltet eine Schenkung eines „Berenleich“ an das Kloster Fulda. Diese umfasst den Anteil an einem Bifang und einem Wald sowie die Übereignung von sieben Unfreien. Zwei weitere Kopiare aus der Zeit um 1300 und 1400 bis 1425 erwähnen die beiden Siedlungen „Deckenbach superius“ (Ober-Deckenbach) und „Deckenbach inferius“, die spätere Wüstung Nieder-Deckenbach. 1325 wird „Abern Deckinbach“ urkundlich erwähnt.
Die Namenskunde geht davon aus, dass hier ein Gewässer- und ein Personenname den Ortsnamen bilden. Der Personenname wird als „Daggo“ identifiziert.

### Neuzeit
Der Ort „Nidderndeckenbach“ taucht noch einmal in einem Salbuch von 1587 auf.
Diese Quelle nennt 1589 auch die Straßenführung nach Grünberg: „von Deckenbach hinter dem Windhain hinauf an die Landstraß, die nach „Grunbergk“ geht.“
Im Jahre 1789 wurde die evangelische Kirche, die in der Mitte des Dorfes steht, erbaut.
Die Statistisch-topographisch-historische Beschreibung des Großherzogthums Hessen berichtet 1830 über Deckenbach:

„Deckenbach (L. Bez. Kirtorf) evangel. Filialdorf; liegt 3 St. von Kirtorf, unweit Homberg, hat 64 Häuser, 407 evangelische Einw., sowie 1 Kirche und 1 Schulhaus. Die Einwohner nähren sich stark von der Leineweberei, und fertigen nicht unbedeutende Quantitäten von Leinwand.“

Hessische Gebietsreform (1970–1977)
Zum 31. Dezember 1971 wurde die bis dahin selbständige Gemeinde Deckenbach im Zuge der Gebietsreform in Hessen auf freiwilliger Basis als Stadtteil in die Stadt Homberg (Ohm) – damals noch mit dem Namen Homberg (Kreis Alsfeld) – eingegliedert.
Für alle durch die Gebietsreform nach Homberg eingegliederten Gemeinden und die Kernstadt wurden Ortsbezirke mit Ortsbeirat und Ortsvorsteher nach der Hessischen Gemeindeordnung gebildet.

### Verwaltungsgeschichte im Überblick
Die folgende Liste zeigt die Staaten und Verwaltungseinheiten, denen Deckenbach angehört(e):
- vor 1567: Heiliges Römisches Reich, Landgrafschaft Hessen, Amt Homberg an der Ohm
- ab 1567: Heiliges Römisches Reich, Landgrafschaft Hessen-Marburg, Amt Homberg an der Ohm[14]
- 1604–1648: Heiliges Römisches Reich, strittig zwischen Landgrafschaft Hessen-Darmstadt und Landgrafschaft Hessen-Kassel (Hessenkrieg)
- ab 1604: Heiliges Römisches Reich, Landgrafschaft Hessen-Darmstadt, Oberfürstentum Hessen, Amt Homberg an der Ohm[15]
- ab 1806: Großherzogtum Hessen,[Anm. 2] Fürstentum Oberhessen, Amt Homberg an der Ohm[16][17]
- ab 1815: Großherzogtum Hessen[Anm. 3], Provinz Oberhessen, Amt Homberg an der Ohm[18]
- ab 1821: Großherzogtum Hessen, Provinz Oberhessen, Landratsbezirk Kirtorf[19][Anm. 4]
- ab 1832: Großherzogtum Hessen, Provinz Oberhessen, Kreis Alsfeld
- ab 1848: Großherzogtum Hessen, Regierungsbezirk Alsfeld
- ab 1852: Großherzogtum Hessen, Provinz Oberhessen, Kreis Alsfeld
- ab 1866: Norddeutscher Bund[Anm. 5], Großherzogtum Hessen, Provinz Oberhessen, Kreis Alsfeld
- ab 1871: Deutsches Reich, Großherzogtum Hessen, Provinz Oberhessen, Kreis Alsfeld
- ab 1918: Deutsches Reich (Weimarer Republik), Volksstaat Hessen, Provinz Oberhessen, Kreis Alsfeld
- ab 1938: Deutsches Reich, Volksstaat Hessen, Landkreis Alsfeld[20][Anm. 6]
- ab 1945: Amerikanische Besatzungszone,[Anm. 7] Groß-Hessen, Regierungsbezirk Darmstadt, Landkreis Alsfeld
- ab 1946: Amerikanische Besatzungszone, Land Hessen, Regierungsbezirk Darmstadt, Landkreis Alsfeld
- ab 1949: Bundesrepublik Deutschland, Land Hessen, Regierungsbezirk Darmstadt, Landkreis Alsfeld
- ab 1972: Bundesrepublik Deutschland, Hessen, Regierungsbezirk Darmstadt, Vogelsbergkreis, Homberg (Ohm)[Anm. 8]
- ab 1981: Bundesrepublik Deutschland, Land Hessen, Regierungsbezirk Gießen, Vogelsbergkreis, Stadt Homberg (Ohm)

### Gerichte seit 1803
In der Landgrafschaft Hessen-Darmstadt wurde mit Ausführungsverordnung vom 9. Dezember 1803 das Gerichtswesen neu organisiert. Für die Provinz Oberhessen wurde das Hofgericht Gießen als Gericht der zweiten Instanz eingerichtet. Die Rechtsprechung der ersten Instanz wurde durch die Ämter bzw. Standesherren vorgenommen und somit war für Deckenbach das „Amt Homberg an der Ohm“ zuständig.
Das Hofgericht war für normale bürgerliche Streitsachen Gericht der zweiten Instanz, für standesherrliche Familienrechtssachen und Kriminalfälle die erste Instanz. Übergeordnet war das Oberappellationsgericht Darmstadt.
Mit der Gründung des Großherzogtums Hessen 1806 wurde diese Funktion beibehalten, während die Aufgaben der ersten Instanz 1821 im Rahmen der Trennung von Rechtsprechung und Verwaltung auf die neu geschaffenen Landgerichte übergingen. „Landgericht Homberg an der Ohm“ war daher von 1821 bis 1879 die Bezeichnung für das erstinstanzliche Gericht in Homberg an der Ohm, das für Deckenbach zuständig war.
Anlässlich der Einführung des Gerichtsverfassungsgesetzes mit Wirkung vom 1. Oktober 1879, infolge derer die bisherigen großherzoglich hessischen Landgerichte durch Amtsgerichte an gleicher Stelle ersetzt wurden, während die neu geschaffenen Landgerichte nun als Obergerichte fungierten, kam es zur Umbenennung in „Amtsgericht Homberg an der Ohm“ und Zuteilung zum Bezirk des Landgerichts Gießen. Am 15. Juni 1943 wurde das Gericht zur Zweigstelle des Amtsgerichtes Alsfeld, aber bereits wieder mit Wirkung vom 1. Juni 1948 in ein Vollgericht umgewandelt. Am 1. Juli 1968 erfolgte die Auflösung des Amtsgerichts Homberg und Deckenbach wurde dem Bereich des Amtsgerichts Kirchhain zugeteilt.
1973 wechselte die Stadt Homberg an der Ohm und mit ihr Deckenbach in den Zuständigkeitsbereich des Amtsgerichts Alsfeld.
In übergeordneten Instanzen sind jetzt das Landgericht Gießen, das Oberlandesgericht Frankfurt am Main sowie der Bundesgerichtshof als letzte Instanz.

### Einwohnerentwicklung
| • 1577: | 041 Hausgesesse mit sechs Wagen.   |
| • 1791: | 299 Einwohner                      |
| • 1800: | 282 Einwohner                      |
| • 1806: | 316 Einwohner, 54 Häuser           |
| • 1829: | 407 Einwohner, 64 Häuser           |
| • 1867: | 443 Einwohner, 76 bewohnte Gebäude |
| • 1875: | 481 Einwohner, 81 bewohnte Gebäude |

| Deckenbach: Einwohnerzahlen von 1791 bis 2019 | Deckenbach: Einwohnerzahlen von 1791 bis 2019 | Deckenbach: Einwohnerzahlen von 1791 bis 2019 | Deckenbach: Einwohnerzahlen von 1791 bis 2019 | Deckenbach: Einwohnerzahlen von 1791 bis 2019 |
| --- | --------------------------------------------- | --------------------------------------------- | --------------------------------------------- | --------------------------------------------- |
| Jahr |                                               |                                               |                                               | Einwohner                                     |
| 1791 | 1791                                          |                                               | 299                                           | 299                                           |
| 1800 | 1800                                          |                                               | 282                                           | 282                                           |
| 1806 | 1806                                          |                                               | 316                                           | 316                                           |
| 1829 | 1829                                          |                                               | 407                                           | 407                                           |
| 1834 | 1834                                          |                                               | 374                                           | 374                                           |
| 1840 | 1840                                          |                                               | 465                                           | 465                                           |
| 1846 | 1846                                          |                                               | 453                                           | 453                                           |
| 1852 | 1852                                          |                                               | 459                                           | 459                                           |
| 1858 | 1858                                          |                                               | 443                                           | 443                                           |
| 1864 | 1864                                          |                                               | 428                                           | 428                                           |
| 1871 | 1871                                          |                                               | 456                                           | 456                                           |
| 1875 | 1875                                          |                                               | 481                                           | 481                                           |
| 1885 | 1885                                          |                                               | 456                                           | 456                                           |
| 1895 | 1895                                          |                                               | 460                                           | 460                                           |
| 1905 | 1905                                          |                                               | 443                                           | 443                                           |
| 1910 | 1910                                          |                                               | 460                                           | 460                                           |
| 1925 | 1925                                          |                                               | 409                                           | 409                                           |
| 1939 | 1939                                          |                                               | 416                                           | 416                                           |
| 1946 | 1946                                          |                                               | 622                                           | 622                                           |
| 1950 | 1950                                          |                                               | 574                                           | 574                                           |
| 1956 | 1956                                          |                                               | 454                                           | 454                                           |
| 1961 | 1961                                          |                                               | 417                                           | 417                                           |
| 1967 | 1967                                          |                                               | 426                                           | 426                                           |
| 1970 | 1970                                          |                                               | 408                                           | 408                                           |
| 1980 | 1980                                          |                                               | ?                                             | ?                                             |
| 1990 | 1990                                          |                                               | ?                                             | ?                                             |
| 2000 | 2000                                          |                                               | ?                                             | ?                                             |
| 2011 | 2011                                          |                                               | 369                                           | 369                                           |
| 2015 | 2015                                          |                                               | 343                                           | 343                                           |
| 2019 | 2019                                          |                                               | 349                                           | 349                                           |
| Datenquelle: Historisches Gemeindeverzeichnis für Hessen: Die Bevölkerung der Gemeinden 1834 bis 1967. Wiesbaden: Hessisches Statistisches Landesamt, 1968. Weitere Quellen: LAGIS; Stadt Homburg (Ohm); Zensus 2011 |                                               |                                               |                                               |                                               |

### Religionszugehörigkeit
| • 1829: | 407 evangelische (= 100 %) Einwohner                              |
| • 1961: | 369 evangelische (= 88,49 %), 41 katholische (= 9,83 %) Einwohner |

## Kultur und Sehenswürdigkeiten

### Naturdenkmal Alte Kirchlinde
Die denkmalgeschützte alte Linde steht in der Lindengasse und laut Liste der Naturdenkmale an der „Stätte der früheren Kirche“. Nach einer Publikation des hessischen Baumschützers und Forstwissenschaftlers Hans Joachim Fröhlich ist der Stamm des Baumes im Jahr 1961 abgebrochen. Dadurch besteht die heutige Krone aus relativ jungen Ästen. Der verbliebene Altstamm war vertikal aufgebrochen und hat sich inzwischen komplett mit Rinde überwallt. Er hat einen Umfang von ca. 5,6 m. Das Alter des Baumveterans wird mit rund 400 Jahren angegeben.

### Regelmäßige Veranstaltungen
Am 1. Mai findet das traditionelle Wiesenblütenfest des Obst- und Gartenbauvereins Deckenbach statt sowie die traditionelle Maifeier am Vorabend der Burschen- und Mädchenschaft. Die Kirmes findet immer Mitte Juli statt.

### Vereine
Das kulturelle Leben im Dorf prägen folgende Vereine:
- Burschen- und Mädchenschaft
- Evangelische Jugend
- Evangelischer Posaunenchor
- Freiwillige Feuerwehr
- Gesangverein „Eintracht“
- Jagdhornbläsergruppe
- Landfrauenverein
- Obst- und Gartenbauverein Deckenbach
- Oldtimerfreunde Deckenbach
- SC Deckenbach
- TSG Deckenbach
- Eintracht Fanclub Deckenbach

## Verkehr
Homberg liegt im Gebiet des Rhein-Main-Verkehrsverbundes (RMV). Die RMV-Regionalbuslinie MR86 verbindet Deckenbach mit dem Bahnhof Marburg Süd. Nach Homberg fährt auch die Linie VB-81 der Verkehrsgesellschaft Oberhessen.